# Akun Island
Akun  (aleutisch: Akungan) ist eine unbewohnte Insel der Krenitzin Islands und gehört zu den Aleuten. Die ca. 167 km² große Insel liegt östlich von Akutan und südwestlich von Unimak. Markanteste Erhebung der 23 km langen und 16 km breiten Insel ist der erloschene Vulkan St. Gilbert (818 m).
1928 wurde die Insel durch eine spektakuläre Rettungsaktion der amerikanischen Küstenwache bekannt. Diese rettete alle Passagiere und Besatzungsmitglieder des Seglers Falkland Star, der in dichtem Nebel an der Küste Schiffbruch erlitten hatte.
Heute sind auf der Insel verwilderte Kühe heimisch.